# Róbinson Zapata
Róbinson Zapata Montaño (Florida, 30 settembre 1978) è un ex calciatore colombiano, di ruolo portiere, attuale preparatore dei portieri dell'Ind. Santa Fe.

## Carriera

### Club
Zapata debutta nell'América de Cali e poi si trasferisce nel Real Cartagena; nel 2004 si trasferisce in Argentina dove milita nel Rosario Central, Independiente e Belgrano, prima di andare in Cile, al La Serena. Dopo il suo girovagare per il Sudamerica torna in patria accasandosi al Cúcuta Deportivo. Dopo la Coppa Libertadores 2007 si trasferisce alla Steaua Bucarest.
Il 23 gennaio 2011 firma un contratto fino al 2012 con il Galatasaray.

### Nazionale
Il 7 luglio 2007 Zapata ha rappresentato la Colombia durante la Copa América 2007.
Viene convocato per la Copa América Centenario negli Stati Uniti.

## Palmarès

### Club

#### Competizioni nazionali
- Campionato colombiano: 3

América de Cali: 2000
Ind. Santa Fe: 2014-II, 2016-II
- Súper Liga: 2

Ind. Santa Fe: 2015, 2017

#### Competizioni internazionali
- Coppa Merconorte: 1

América de Cali: 1999
- Coppa Sudamericana: 1

Ind. Santa Fe: 2015
- Coppa Suruga Bank: 1

Ind. Santa Fe: 2016

#### Individuale
- Portiere della stagione: 1

Steaua Bucarest: 2007/2008

## Statistiche

### Cronologia presenze e reti in nazionale
| Cronologia completa delle presenze e delle reti in nazionale ― Colombia | Cronologia completa delle presenze e delle reti in nazionale ― Colombia | Cronologia completa delle presenze e delle reti in nazionale ― Colombia | Cronologia completa delle presenze e delle reti in nazionale ― Colombia | Cronologia completa delle presenze e delle reti in nazionale ― Colombia | Cronologia completa delle presenze e delle reti in nazionale ― Colombia | Cronologia completa delle presenze e delle reti in nazionale ― Colombia | Cronologia completa delle presenze e delle reti in nazionale ― Colombia |
| Data                                                                    | Città                                                                   | In casa                                                                 | Risultato                                                               | Ospiti                                                                  | Competizione                                                            | Reti                                                                    | Note                                                                    |
| ----------------------------------------------------------------------- | ----------------------------------------------------------------------- | ----------------------------------------------------------------------- | ----------------------------------------------------------------------- | ----------------------------------------------------------------------- | ----------------------------------------------------------------------- | ----------------------------------------------------------------------- | ----------------------------------------------------------------------- |
| 5-7-2007                                                                | Barquisimeto                                                            | Colombia                                                                | 1 – 0                                                                   | Stati Uniti                                                             | Coppa America 2007 - 1º turno                                           | -                                                                       | 71’, 87’                                                                |
| 8-9-2007                                                                | Lima                                                                    | Perù                                                                    | 2 – 2                                                                   | Colombia                                                                | Amichevole                                                              | -2                                                                      |                                                                         |
| 29-5-2008                                                               | Londra                                                                  | Irlanda                                                                 | 1 – 0                                                                   | Colombia                                                                | Amichevole                                                              | -1                                                                      |                                                                         |
| 11-6-2016                                                               | Houston                                                                 | Colombia                                                                | 2 – 3                                                                   | Costa Rica                                                              | Coppa America 2016 - 1º turno                                           | -3                                                                      |                                                                         |
| Totale                                                                  |                                                                         | Presenze                                                                | 4                                                                       |                                                                         | Reti                                                                    | -6                                                                      |                                                                         |